# 1918 en mathématiques
| Années des mathématiques : 1915 - 1916 - 1917 - 1918 - 1919 - 1920 - 1921    |
| Décennies des mathématiques : 1880 - 1890 - 1900 - 1910 - 1920 - 1930 - 1940 |

Cet article présente les faits marquants de l'année 1918 en mathématiques.

## Évènements
- 14 janvier : Gaston Julia décrit l'itération d'une fonction rationnelle dans un mémoire présenté devant l'Académie des sciences[1].
- Mars : le mathématicien allemand Felix Hausdorff rédige un article dans lequel il introduit le concept de dimension de Hausdorff fractionnaire[2].
- 1er juin : l'intégrale de Daniell est développée par le mathématicien britannique Percy John Daniell dans un article publié dans les Annals of Mathematics[3].

- 26 juillet : la mathématicienne allemande Emmy Noether fait la démonstration du théorème de Noether qui a trait à la géométrie symplectique dans un article publié dans les Gottinger Nachrichten[4].

## Naissances
- 30 janvier : Heinz Rutishauser (mort en 1970), mathématicien suisse.
- 17 février :
  - Alfred Horn (mort en 2001), mathématicien américain.
  - Jacqueline Lelong-Ferrand (morte en 2014), mathématicienne française.
- 17 mars : Miroslav Katětov (mort en 1995), mathématicien, topologue et maître international du jeu d'échecs tchécoslovaque.
- 29 mars : Lê Văn Thiêm (mort en 1991), mathématicien vietnamien.
- 27 avril : Georges Van Hout (mort en 2004), mathématicien belge.
- 28 mai : David Rees (mort en 2013), mathématicien britannique.
- 21 juin : Tibor Szele (mort en 1955), mathématicien hongrois.
- 9 juillet : Nicolaas Govert de Bruijn (mort en 2012), mathématicien hollandais.
- 2 août : George W. Whitehead (mort en 2004), mathématicien américain.
- 26 août : Katherine Johnson, mathématicienne et ingénieure spatiale américaine.
- 13 septembre : Irving Segal (mort en 1998), mathématicien américain.
- 17 septembre : Jacques Bouteloup (mort en 2010), mathématicien français.
- 18 septembre : Carl-Gustav Esseen (mort en 2001), mathématicien suédois.
- 6 octobre : Abraham Robinson (mort en 1974), mathématicien, logicien et un ingénieur américain d'origine allemande.
- 8 novembre : Georges Glaeser (mort en 2002), mathématicien français.
- 12 décembre : Igor Ansoff (mort en 2002), mathématicien et économiste russo-américain.
- 26 décembre : T. A. Sarasvati Amma (morte en 2000), mathématicienne indienne.

## Décès
- 6 janvier : Georg Cantor (né en 1845), mathématicien allemand, créateur de la théorie des ensembles.
- 26 février : Pietro Blaserna (né en 1836), mathématicien, physicien, recteur et sénateur italien.
- 5 juillet : Samuel Lattès (né en 1873), philosophe et mathématicien français.
- 10 août : Olaus Henrici (né en 1840), mathématicien allemand.
- 7 septembre : Ludwig Sylow (né en 1832), mathématicien norvégien.
- 12 septembre : Maxime Bôcher (né en 1867), mathématicien américain.
- 28 octobre : Ulisse Dini (né en 1845), mathématicien et homme politique italien.
- 3 novembre : Alexandre Liapounov (né en 1857), mathématicien russe.